# Ананко Євген Павлович
Євген Павлович Ананко — український політик, кандидат економічних наук.

## Життєпис
Народився 23 лютого 1958 в селі Красне, Чернігівського району Чернігівської області в сім'ї колгоспників.

### Освіта
1978-83 — Київський університет ім. Т. Шевченка, економіст, викладач політ. економії. 
1983-85 — асистент, Дніпропетровського інституту інж. залізничного транспорту. 
1985-92 — аспірант, асистент, Київський університет ім. Т. Шевченка. 
Кандидатська дисертація "Розвиток відносин колективізму в процесі перебудови госпрозрахункового механізму управління зв'язками підприємств" (Київський університет ім. Т.Шевченка , 1988). 

### Діяльність
1975-76 — слюсар, Чернігівського ВО "Хімволокно".  
1976-78 — служба в армії. 
1992-95 — президент, страхової компанії "Алькона", м.Київ. 
З 12.1995-1998 — голова правління АБ «Зевс», голова благодійного фонду сприяння екологічній безпеці в енергетиці.
Член комітету з питань фінансів і банківської діяльності  [Архівовано 11 липня 2021 у Wayback Machine.] (з 07.1998). 
Член фракції СДПУ(О) (05.1998-12.2000); позафр. (12.2000-03.2001), фракція партії "Солідарність" (з 03.2001).
04.2002 - кандидат в народні депутати України, виборчий округ №206, Чернігівська область, висунутий Виборчим блоком політичних партій "За єдину Україну!". За 10.76%, 3 з 17 претендентів. На час виборів: народний депутат України, член Партії реґіонів
З 12.05.1998 по 14.05.2002 — народний депутат України 3-го скликання, обраний по виборчому округу № 206 (Чернігівська область).
Був членом Партії регіонів.